# Йордан Гавазов
Йордан (Юрдан) Христов (Ицов) Гавазов е български революционер, терорист на Вътрешната македоно-одринска революционна организация.

## Биография
Йордан Гавазов е роден в Прилеп, тогава в Османската империя, в семейството на Христо Гавазов. По професия е железар. Заедно с Даме Груев, Алексо Панов и Йордан Попкостадинов създават прилепския комитет на ВМОРО през 1894 година.
През 1896 година е арестуван заедно с баща си Христо Гавазов и затворен в битолския затвор, уличен като участник в избиването на беговете зулумджии в Небрегово през 1895 година, заедно с Димо Дедото и другарите му. В затвора Йордан Гавазов, заедно със Стоян Лазов и Дончо Щипянчето намушкват с ками няколко пъти Мицко Кръстев за непристойното му поведение, след което Мицко окончателно минава в услуга на сръбската пропаганда в Македония.
Зимата на 1897-98 година Йордан Гавазов успява да се измъкне от затвора и емигрира в България. Заедно с другаря си Христо Чемков повторно навлизат в Македония през май 1898 година с идеята да формират организационна чета в Прилепско с Харалампи Джуров и Стоян Димитров – Акчията. В Прилеп Гавазов и Чемков са обградени в къщата на Белазелковци и за да не бъдат пленени се самоубиват, като преди това убиват полицейския началник и няколко войници.
Негов роднина е Тодор Гавазов.